# César Zabala
César Zabala Fernández (Luque, Paraguay, 3 de junio de 1961-Ibidem; 31 de enero de 2020) fue un futbolista paraguayo que jugaba en la posición de defensor. 
Jugó la Copa Libertadores de América con el Club Sportivo Luqueño y Cerro Porteño. Jugó con la selección paraguaya de fútbol en 49 ocasiones, anotando solo dos goles y participó con su selección, en la Copa del Mundo de México 1986 y en tres ediciones de la Copa América, que fueron Argentina 1987, Brasil 1989 y Chile 1991.
Padecía cáncer de vesícula. Falleció a los cincuenta y ocho años en el Hospital Regional de Luque.

## Clubes
| Club             | País      | Año       |
| ---------------- | --------- | --------- |
| Sportivo Luqueño | Paraguay  | 1978-1984 |
| Cerro Porteño    | Paraguay  | 1985-1987 |
| Talleres         | Argentina | 1988-1989 |
| Cerro Porteño    | Paraguay  | 1989      |
| Internacional    | Brasil    | 1990      |
| Cerro Porteño    | Paraguay  | 1990-1992 |
| Deportivo Sipesa | Perú      | 1993      |

## Palmarés
| Título           | Club          | País     | Año  |
| ---------------- | ------------- | -------- | ---- |
| Primera División | Cerro Porteño | Paraguay | 1987 |
| Primera División | Cerro Porteño | Paraguay | 1990 |
| Torneo República | Cerro Porteño | Paraguay | 1991 |
| Primera División | Cerro Porteño | Paraguay | 1992 |